# Утятница

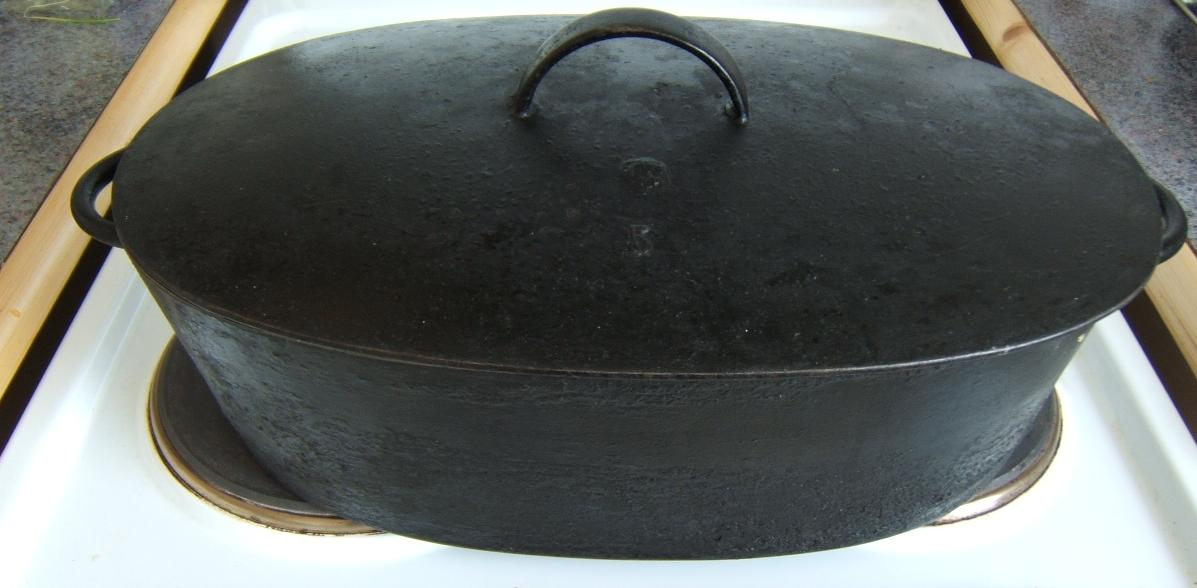
Гусятница

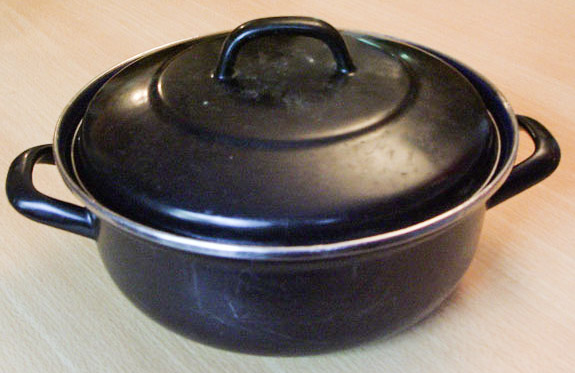
Утятница

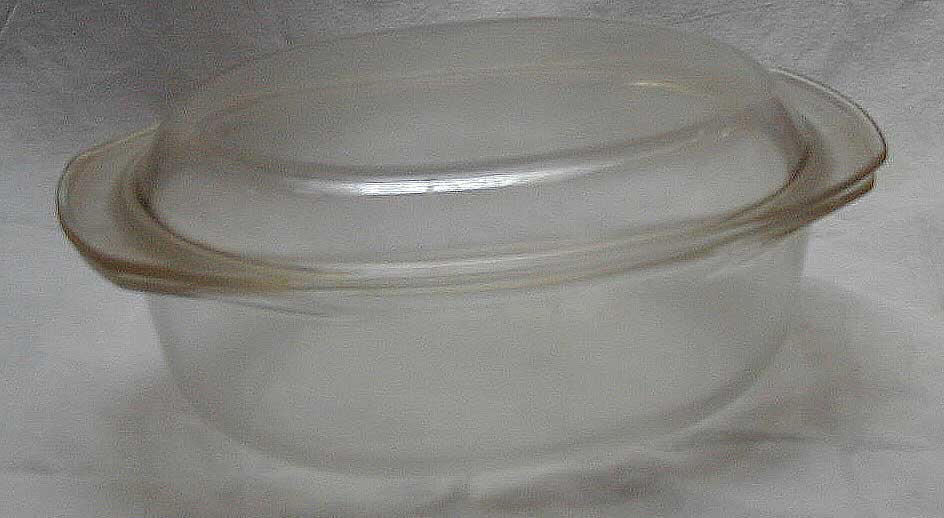
Стеклянная утятница

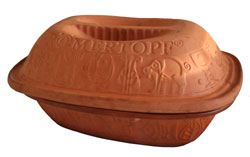
Рёмертопф (Römertopf) — популярная в Германии керамическая посуда для запекания

Утя́тница (также гуся́тница, в петербургском говоре ла́тка) — специализированная толстостенная металлическая (ныне также из жаропрочного стекла или керамики) кухонная посуда, обычно овальной формы, с плотно закрывающейся крышкой. Утятницу применяют для тушения мяса, овощей и птицы (отсюда название).
По ГОСТ Р 56674-2018 «Посуда кухонная с противопригорающим покрытием литая из алюминиевых сплавов. Общие технические условия» термины утятница и гусятница используются как синонимы, указывается что данная посуда должна иметь крышки и две ручки (примечание 2 и 3 к табл. 6).

## Утятница, гусятница (латка)
Утятницей, гусятницей или, в петербургском говоре, «латкой» называют одно и то же приспособление для тушения птицы. 
Приготовление пищи производится обязательно с закрытой крышкой, за счет чего сохраняется влага и достигается эффект тушения, в отличие от варки или жарки.
В качестве различий утятницы, гусятницы и латки (а также казана) традиционно приводятся:
- гусятница больше по размеру, чем утятница;
- утятница и гусятница имеют вытянутую форму (для более рационального размещения цельной тушки), в то время как казан, как и подавляющее большинство варочной посуды, круглый в плане;
- у утятницы, гусятницы и латки дно плоское, в то время как у традиционного казана — округлое;
- казан нередко продается без крышки, особенно большого объёма.

При этом, согласно ГОСТ Р 56674-2018 «Посуда кухонная с противопригорающим покрытием литая из алюминиевых сплавов. Общие технические условия» казан должен иметь крышку с одной или двумя ручками (примечание 1 к табл. 8), и на соответствующей схеме (рис. 8) показан казан с плоским дном, таким образом, принципиальным различием согласно данному документу является, по смыслу, только вытянутая форма утятницы или гусятницы. Однако, парадоксальным образом, именно указание на вытянутую форму утятницы или гусятницы в данном документе отсутствует, а приведенная для них схема (рис. 6) дана только в одной проекции и поэтому формально может рассматриваться аналогично схеме казана (т.е. как круглая посуда, симметричная относительно центральной оси).

## Другие значения
- Работница на птицеферме, ухаживающая за утками.
- Большая щука, которая может глотать утят с поверхности воды.
- Собака, которая ходит за утками во время охоты.
- Другое название уточницы — крупнокалиберного дробового ружья для промысловой охоты на гусей и уток.